# Mango Tommy Atkins
El mango Tommy Atkins es una variedad de mango. Aunque generalmente no se considera la más apreciada en términos de dulzor y sabor, se valora por su muy larga vida útil y resistencia a la manipulación y transporte con poca o ninguna degradación.
Ello lo convierte en la principal raza de mango que se vende en las regiones no-productoras donde se deben importar, y comprende alrededor del 80% de los mangos vendidos en el Reino Unido y Estados Unidos. Se produce en México, Jamaica, Guatemala y algunos estados de los EE. UU. como California, Hawái y Florida. En cambio, en Francia la principal variedad importada es la Kent, considerada menos fibrosa y más sabrosa.

## Historia
Según los informes, el árbol original de mango Tommy Atkins creció a partir de una semilla de Haden plantada alrededor de 1922 en la propiedad de Thomas H. Atkins, en el condado de Broward, Florida. Un análisis posterior de la cepa confirmó su origen en un Haden. 
Thomas Atkins presentó la fruta al comité de variedades del Florida Mango Forum varias veces durante la década de 1950, que la rechazó debido a sus cualidades alimenticias poco notables y su considerable fibra en la pulpa. Atkins, sin embargo, estaba convencido de que la fruta tenía un buen potencial comercial debido a su color, producción fuerte y constante, resistencia relativamente buena a los hongos y buenas características de manejo. Pudo comercializar la fruta con éxito a los productores comerciales, que comenzaron a plantar el cultivo durante la década de 1950. A partir de entonces, Tommy Atkins se volvió extremadamente popular como variedad comercial, convirtiéndose eventualmente en el mango comercial más plantado en Florida, y más tarde el más plantado en América, una posición que todavía ocupa hoy.